# Tleter
Tleter is een bestuurslaag in het regentschap Temanggung van de provincie Midden-Java, Indonesië. Tleter telt 2331 inwoners (volkstelling 2010).